# 菲利普·拉姆
菲臘·拿姆（Philipp Lahm，1983年11月11日—），德國足球運動員，可擔任左后卫、右后卫及防守中場，球員時代是德甲球會拜仁慕尼黑及德國國家足球隊的隊長。拿姆被認為是世界足壇德國最佳邊後衛之一，現已退役。
值得一提的是，在拿姆的職業生涯中，他保持與知名球星萊因克爾和恩尼斯達一樣，並沒有領過紅牌的記錄。

## 生涯

### 球會
拿姆出生於德國城市慕尼黑，是出自拜仁慕尼黑青年队的青訓球员之一。由於當時拜仁在左後衛位置上已有老主力李沙拉素，因此拿姆於2003-04及2004-05赛季被租借至史特加。其間拿姆表現出色，本被拜仁慕尼黑收回，但在訓練中不慎撕裂了十字韌帶，致其休戰半年。2005年12月他傷愈復出，完成了個人在拜仁的首次演出，隨隊捧得了2005-06年賽季的德甲聯賽冠軍。2006年世界杯期間曾有傳言指英超新興冠軍切尔西有意花重金購入這位在中一戰成名的年轻球星。拜仁慕尼黑對此予以公開警告，稱拉姆為「非賣品」。2017年2月宣布16-17賽季結束後便退役。

### 國家隊
拉姆代表德国队参加了2004年欧洲足球锦标赛以及2006年世界盃。他的国家队处子秀是在2004年2月18日德國与克羅地亞友谊赛上完成的。此後，拿姆先後為德國隊出场30次，攻入2球。他在2004年4月28日德國队作客羅馬尼亞的友谊賽中射入他在國家隊的第一個入球。随后不久，拉姆入选了禾拉执教的德國2004歐州國家盃大名单；他在该届大赛上表现十分抢眼，跟波歷克一同被认为是发挥最出色的德国球员。然而，德国队小组赛三场比赛一场未胜，早早打道回府。在这之後拉姆常為傷病所困擾，很长时间未能拾回最佳狀態。
2006年世界杯足球赛上，拿姆深得当时德國隊主教练奇連士文的信任，是德國隊左閘位置的绝对主力。他攻入该届大赛的第一粒入球。在對哥斯達黎加的揭幕戰上，他上半时第6分鐘助攻到前场，左路得球后，在離球門十八码前沿连续晃动，闪出空当，然后右脚搓弧线将球打入球门右上方死角。这也是拿姆在該屆世界盃中唯一入球。之后，他随德国队一路杀入四强，最后取得了季军。他成为本届比赛上德国队中唯一一名打满了全部690分钟的队员。由于他的突出表现，拉姆入选了国际足联官方评选的2006年世界杯全明星队及欧足联2006年度最佳阵容，并入围了2006年世界足球先生的候选名单。
2008年欧洲足球锦标赛上，拉姆同样作为绝对主力参赛并发挥出色。在半决赛德国对阵土耳其的比赛中，拉姆在比赛的第90分钟从左路突破，与队友做二过一配合之后面對对方门将冷静地将球打入。这个进球帮助德国队以3:2战胜对手挺进决赛。他最终也入选了当届比赛的最佳阵容。
在2010年世界盃外圍賽中，拿姆為唯一一位在所有賽事中打滿全場的球員。在決賽周前夕，由於國家隊原隊長波歷克因傷退隊，國家隊教練路維宣佈將由拿姆成為國家隊新隊長，并在南非世界盃中率领球队再次跻身三甲。
2014年世界盃，拉姆再次以德國國家隊長身份出戰，最終帶領球隊拿下本屆世界盃冠軍，從白禮達和羅塞夫手中接過大力神盃、獎牌和3500萬美元獎金。2014年7月18日，拉姆宣布從國家隊引退，結束了他國家隊的生涯。

## 個人特色
拿姆體力充沛，敢於過關斬將，經常在左路引球出擊，是一名助攻能力很強的左閘。拿姆盤球，傳球及射門時均愛用右腳，并在青年队时一直担任右后卫的职务，另一方面也是让他更好地发挥他的招牌式助攻手段——从左翼向中路带球突入传球或射门。

## 荣誉
拜仁慕尼黑
- 德甲联赛冠军：2006年、2008年、2010年、2013年、2014年、2015年、2016年、2017年
- 德國盃冠軍：2006年、2008年、2010年、2013年、2014年、2016年
- 德国足球协会联赛杯冠军：2007年
- 德国超级杯冠军：2010年、2012年、2016年、2017年
- 歐洲冠军联赛冠军：2013年
- 欧洲超级杯冠军：2013年
- 国际足联俱乐部世界杯冠军：2013年

德国国家队
- 世界杯足球赛冠军：2014

个人：
- 欧洲足联年度最佳阵容：2006年、2008年、2012年、2013年、2014年
- 国际足联年度最佳阵容：2013年、2014年